# Paper temàtic
El paper temàtic és el sentit que juga un complement respecte al seu verb. També s'anomena paper semàntic, rol temàtic o relació semàntica i pretén aclarir les característiques de significat que té un determinat sintagma quan és afectat pel verb que fa de nucli de l'oració i que exigeix la seva presència. És a dir, cada verb té una valència concreta que indica el nombre de complements necessaris per formar una oració amb sentit complet i els paper temàtics indiquen quina relació s'estableix entre aquest verb i els seus complements obligats o de valència; no es refereixen per tant a la sintaxi, com la valència, sinó a la semàntica d'aquests elements. Així, un mateix paper temàtic pot estar expressat per més d'una funció sintàctica i una mateixa funció pot englobar més d'un rol semàntic.
La nòmina de papers temàtics pot variar segons l'autor consultat, però els més acceptats són:
- agent = comet l'acció
- experimentador = rep l'acció, especialment a partir dels sentits, la ment o el cos
- tema = rep l'acció de manera directa
- pacient = rep l'acció i canvia en conseqüència
- instrument = indica el mitjà amb què es realitza l'acció
- força = comet l'acció però de forma no conscient
- locatiu = indica on es comet l'acció
- meta = indica l'objectiu de l'acció
- temps = indica quan es realitza l'acció
- beneficiari = causa l'acció que li és destinada
- manera = indica el mode en què té lloc l'acció
- comitatiu = acompanya una entitat en un esdeveniment